# Francis Newman (Kolonist)
Francis Newman (* um 1605 in England; † 18. November 1660 in New Haven) war ein englischer Kolonist in Amerika und von 1658 bis 1660 zweiter Gouverneur der New Haven Colony.

## Leben
Francis Newman wurde in England geboren und wanderte 1638 nach New Hampshire aus. Kurz nach seiner Ankunft zog er nach New Haven im Connecticut-Tal, wo er sich in der New Haven Colony politisch einbrachte. In seiner Scheune in New Haven wurde im Juni 1639 die Verfassung der Kolonie formuliert. 1640 wurde er als Freeman zugelassen, trat 1642 im Dienstgrad eines Ensign der örtlichen Miliz bei, wurde im März 1645 Lieutenant einer neuaufgestellten Artilleriekompanie und im Mai 1652 zum Lieutenant der Bürgermiliz, trat jedoch im darauffolgenden Monat von seinen militärischen Ämtern zurück. Im Oktober 1644 wurde er zum Landvermesser für Straßen und Brücken ernannt, und von März 1645 bis Mai 1653 amtierte er als Richter von New Haven. 1646 übernahm er interimsweise das Amt des Sekretärs des Rates der New Haven Colony (Secretary of the General Court) und hatte dieses Amt erneut von Oktober 1647 bis Mai 1653 inne.
Im Mai 1653 wurde Newman zum stellvertretenden Gouverneur von New Haven gewählt, ein Posten, den er mit dem des Sekretärs des Rates kombinierte. In diesem Jahr gehörte er zu einer Abordnung, die zu Petrus Stuyvesant, dem Gouverneur von Nieuw Nederland, geschickt wurde, um Entschädigung für niederländische Übergriffe in der Kolonie zu erwirken. 1654 wurde er zum Kommissar der United Colonies of New England gewählt (von 1656 bis 1657 fungierte er als stellvertretender Kommissar). Nachdem er seit 1653 als stellvertretender Gouverneur und Sekretär gedient hatte, wurde er im Mai 1658 zum Gouverneur der New Haven Colony gewählt. Newman nahm letztmals im Juni 1660 als Gouverneur an einer Ratssitzung teil und wurde bei einer Sitzung am 17. Oktober als abwesend und krank gemeldet. Er starb am 18. November 1660 in New Haven und hinterließ seine Witwe Mary. Sein Nachlass wurde nach seinem Tod in einem Inventar auf 430 £ geschätzt. Seine Beerdigung wurde aus öffentlichen Mitteln finanziert. Seine Witwe heiratete später den Pfarrer von New Haven, Rev. Nicholas Street (1603–1674), und nach dessen Tod den Gouverneur William Leete († 1683) und starb am 13. Dezember 1683.